# Faccetta nera
Faccetta nera (italienisch für schwarzes Gesichtchen) ist der Titel eines anlässlich des Italienisch-Äthiopischen Krieges 1935 von Giuseppe Micheli geschaffenen Marschliedes der italienischen Truppen bzw. der faschistischen Milizionäre.
Es galt als Kampflied der faschistischen Bewegung Italiens und ist noch heute ein beliebtes Lied in der neofaschistischen Szene. Faccetta nera wird auch als Schwarzes Bändchen gedeutet, was für ein schwarzes Halstuch oder eine schwarze Armbinde steht bzw. für die schwarzen Hemden der italienischen Faschisten (Schwarzhemden) an sich.

## Inhalt
Der Text verherrlicht die italienischen Invasionsabsichten. Das Lied ist wie ein Ständchen an eine (möglicherweise nicht nur fiktive) schöne Abessinierin (Äthiopierin) mit eben jenem schwarzen Gesichtchen formuliert und „erklärt“ ihr, dass die Italiener nur gekommen seien, um ihr die Freiheit (einen neuen König, ein neues Gesetz) zu bringen, und um sie an der vermeintlichen neuen Größe Roms unter Mussolini teilhaben zu lassen.